# مايا أرسكين
مايا أرسكين (بالإنجليزية: Maya Erskine)‏ هي ممثلة أمريكية، ولدت في 7 مايو 1987.

## وصلات خارجية
- مايا أرسكين على موقع IMDb (الإنجليزية)
- مايا أرسكين على موقع روتن توميتوز (الإنجليزية)
- مايا أرسكين على موقع ألو سيني (الفرنسية)
- مايا أرسكين على موقع أول موفي (الإنجليزية)
- مايا أرسكين على موقع قاعدة بيانات الفيلم (الإنجليزية)
- مايا أرسكين على موقع كينوبويسك (الروسية)